# Оброчиште
Оброчиште (Obrochishte) — родовище і копальня марганцевих руд в Болгарії, одна з найбільших у Європі і світі.
Запаси 895,5 млн т, включаючи 125,5 млн т промислових руд. Через складну структуру видобуток в кінці XX ст. становив лише 400 тис. т руди на рік із вмістом Mn 27,5 %.
Протягом 1999—2002 років компанія Evromangan Ltd, власник марганцевого рудника Оброчиште, зупинила все виробництво, ведуться пошуки шляхів відновлення видобутку.